# Theodor Canter
Pour les articles homonymes, voir Canter.
Theodor Canter (1545-1617) est un critique hollandais, frère de Willem Canter.

## Œuvres
On a de lui :
- Variae Lectiones, 1574
- Arnobe (avec notes), 1582